# Appaarsuit
Appaarsuit är en ö utanför Grönlands västkust. Den ligger i kommunen Qaasuitsup, 1 100 km norr om huvudstaden Nuuk. Arean är 18,8 kvadratkilometer. Ön är obebodd.
Terrängen på Appaarsuit är kuperad. Öns högsta punkt är 654 meter över havet. Den sträcker sig 5,1 kilometer i nord-sydlig riktning, och 6,7 kilometer i öst-västlig riktning. Dess västra udde benämns Kap Shackleton.